# Tersite

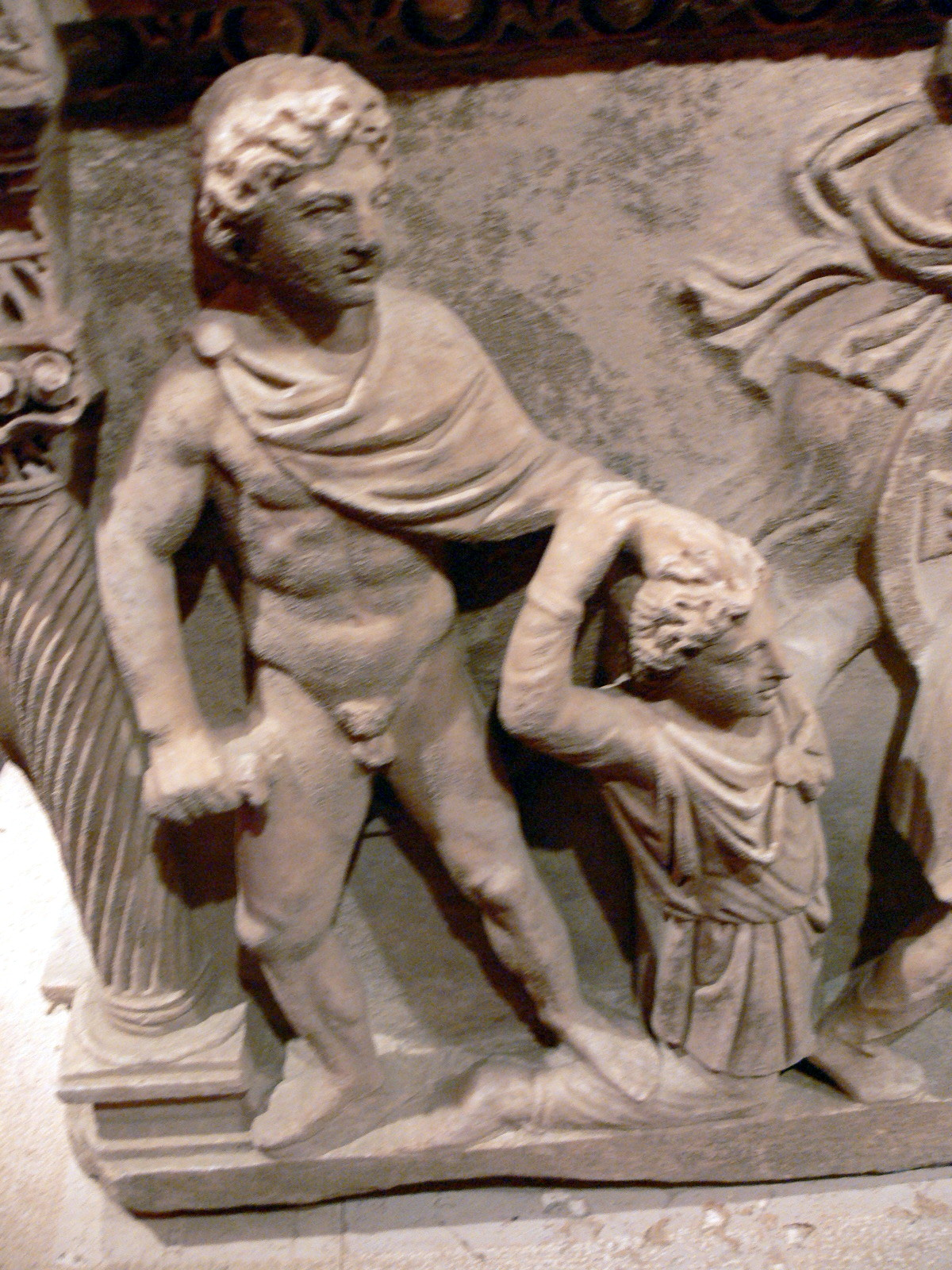
Achille trascina per i capelli Tersite

Tersìte (in greco antico: Θερσίτης?, Thersítēs) è un personaggio della mitologia greca: nell'Iliade di Omero rappresenta, per la sua bruttezza e per la sua codardia, il modello dell'anti-eroe, il contrario del modello dell'eroe classico, bello e forte come è, invece, Achille. 

## Mito

### Usurpatore di troni
Dopo la morte di Tideo, durante lo scontro dei Sette contro Tebe, suo padre Oineo dovette reggere il trono di Calidonia senza l'aiuto del figlio. Agrio, fratello di Oineo, decise di cospirare contro di lui affiancato dal primogenito Tersite e dagli altri figli. Insieme riuscirono a spodestare Oineo ed a dominare sulla Calidonia ma Diomede, nipote del re usurpato, tornato dalla guerra degli Epigoni, decise di rivendicare il trono del nonno, affrontando Agrio ed i suoi figli. Tersite e suo fratello Onchesto riuscirono a fuggire, mentre gli altri, fra cui lo stesso Agrio, morirono nello scontro. Diomede mise dunque sul trono calidone Andremone, perché Oineo era troppo vecchio per continuare a regnare. L'eroe partì infine col nonno verso Argo ma in Arcadia, Tersite e Onchesto tesero un agguato contro i due, uccidendo Oineo.

### La guerra di Troia
Partì poi per la guerra di Troia. Omero lo descrive come il peggiore tra i guerrieri achei giunti lì: pavido e codardo, oltre che brutto fisicamente, gobbo, zoppo, dalle gambe arcuate, con la testa ovale e poco maschile. Era un incallito giocatore di dadi, giocava spesso contro Palamede, prima che questi venisse ucciso con un inganno da Ulisse. Era un abile oratore, benché non fosse in grado di distribuire bene le parole. Non aveva paura né di Achille né di Agamennone. Quando quest' ultimo volle mettere alla prova i suoi uomini, inventando la storia secondo la quale ormai si erano perse le speranze di conquistare Troia, Tersite fu il primo a incitare i compagni ad andar via, venendo però ferocemente interdetto da Ulisse (Odisseo) che, con un colpo di scettro, lo fece zittire. Di fronte a quelle percosse nemmeno uno come Tersite riuscì più a ribattere e, piangendo, ritornò alle navi.

### La morte
Dopo la morte di Ettore, nuovi alleati giunsero a Troia. Fra questi vi era anche la regina delle Amazzoni, Pentesilea, che, abile nei combattimenti, spedì nell'Oltretomba molti greci; poi duellò con Achille e da lui fu uccisa. Dopo la morte dell'amazzone, Achille la spogliò delle armi, com'era di consueto, e, ammirandone la bellezza, non poté che innamorarsene e cedere al desiderio, possedendone il cadavere. Tersite, osservando la scena, cominciò a deridere l'eroe che, in preda al furore, gli saltò addosso e con un pugno lo uccise all'istante.

## Interpretazioni positive moderne
Un critico attento alle esigenze degli umili, come Concetto Marchesi, ha in epoca moderna fornito una lettura diversa della figura di Tersite, come rivendicatore dei diritti della massa dei soldati, che vedevano la guerra condotta solo negli interessi degli aristocratici. Sulla sua scia molti pensatori hanno scritto in difesa di Tersite.
Tersite è definito antieroe, perché riassume in sé tutte le figure di antieroe: è vile, usa parole a sproposito, ha come scopo quello di denigrare i potenti e trasformarli in oggetto di riso da parte delle truppe. Quella di Tersite fu la prima figura di una persona con disabilità in letteratura: non sa controllare il tono della voce né selezionare ciò che è opportuno dire o tacere. L'ideale greco della kalokagathìa prevede che gli eroi siano sempre belli (καλοί) e (καί) buoni (ἀγαθοί), cosicché il rispetto dei valori aristocratici è costantemente accompagnato da un fisico armonico e perfetto (si ricordi che la bellezza, nell'antica Grecia, è sinonimo di virtù interiore e viceversa). Al contrario un comportamento come quello di Tersite non può che albergare in un corpo deforme, sul quale il poeta si sofferma volutamente.
Tersite diventa simbolo del popolo che non accetta una guerra scatenata dai potenti e combattuta dai deboli: è il classico popolano che afferma la verità in modo incivile, le sue parole smodate sono interpretabili come l'urlo disperato di una classe sociale nettamente sottorappresentata nell'epica omerica.